# ジョン・ハミルトン・モーティマー
ジョン・ハミルトン・モーティマー（John Hamilton Mortimer ARA、1740年9月17日 – 1779年2月4日）は、イギリスの画家、版画家。人物画や当時、イギリスで人気のあったイタリアの画家、サルヴァトール・ローザのスタイルの歴史を題材にした作品を描いた。

## 略歴
イングランド南部イーストサセックスのイーストボーンで生まれた。父親は税関の職員で、製粉所のオーナー、粉商人でもあった。1757年までにはロンドンに移り、私立の美術学校で学び、同僚のジョセフ・ライト(1734-1797)と終生の友人になった。版画家のサミュエル・アイルランド(Samuel Ireland: 1744–1800)とも知り合い、モーティマーの下絵でアイルランドは版画を制作するようになった。セント・マーティンズ・レーン・アカデミー(St Martin's Lane Academy)でも、トーマス・ジョーンズやウィリアム・パースといった画家たちと一緒に学んだ。
ロイヤル・アカデミー・オブ・アーツの母体となる美術家グループ「芸術家協会（Society of Artists）」で1760年代に熱心に活動し
、その展覧会で何度か入賞した。1768年にロイヤル・アカデミー・オブ・アーツが創設されても、1778年まではアカデミーの展覧会に出展せず、1778年に、何点かの作品を出展し、その年の11月に王立アカデミーの準会員に選出された。
1775年に結婚した。1779年に原因は伝わっていないが、38歳で亡くなった。

## 作品

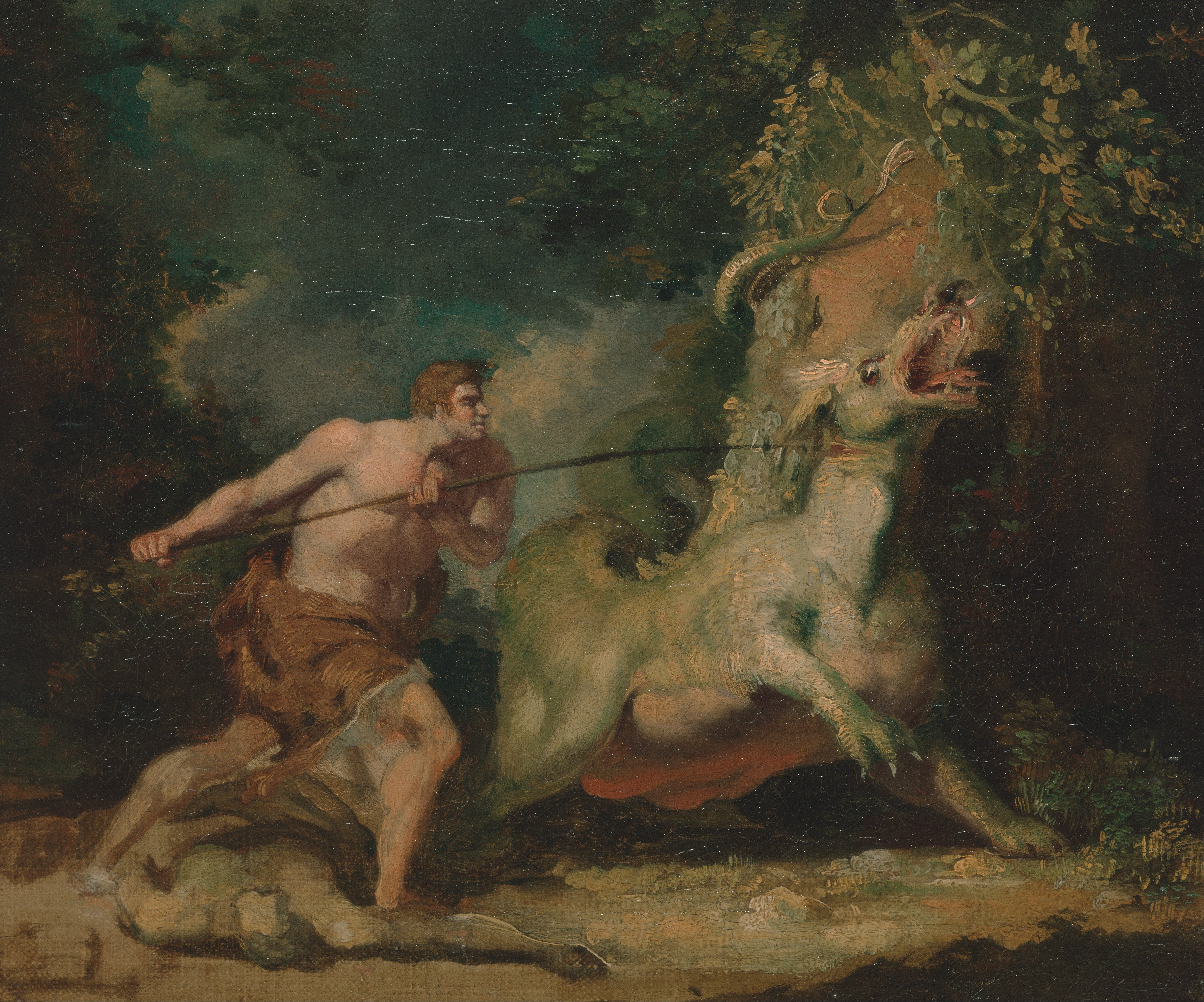
怪物を攻撃する男
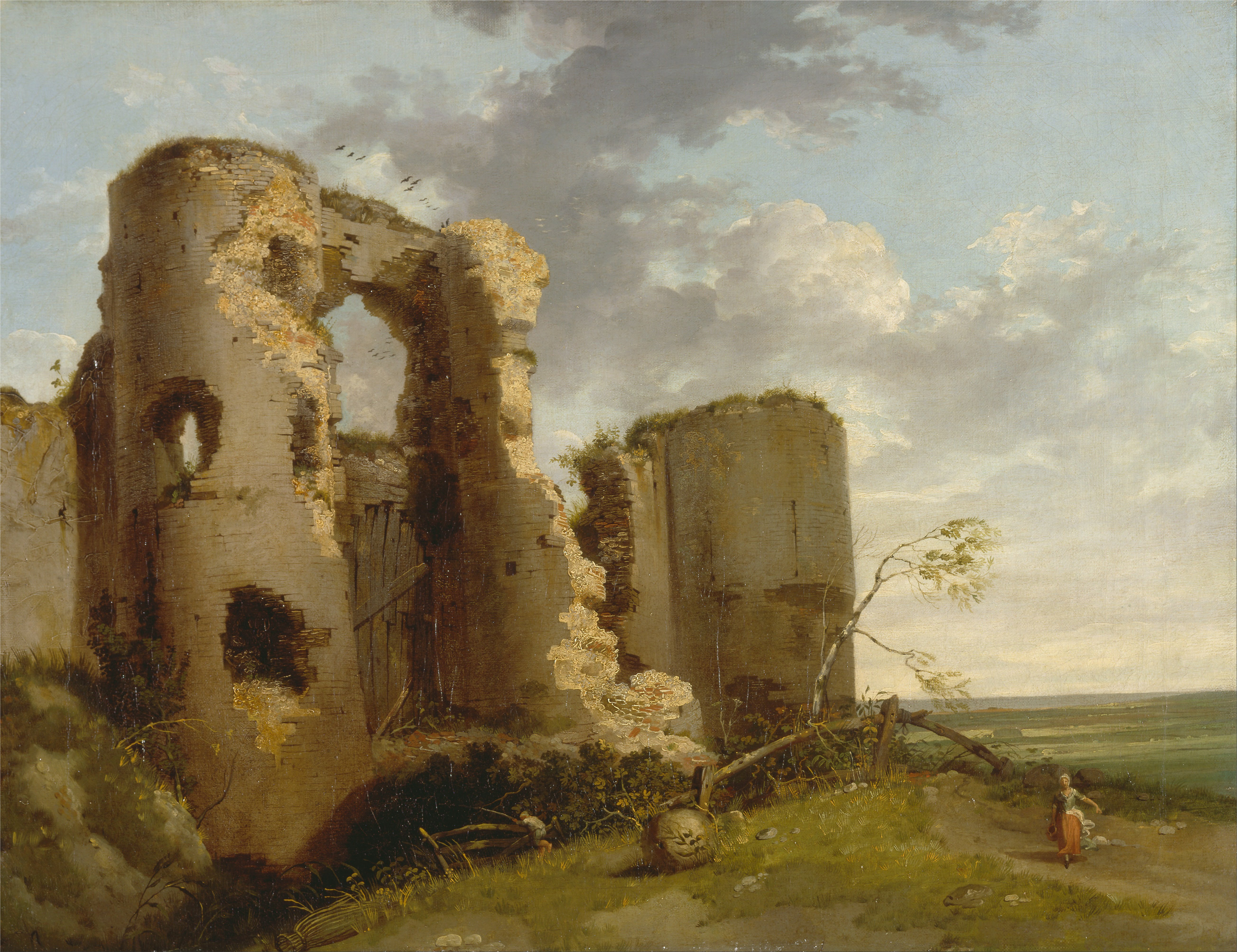
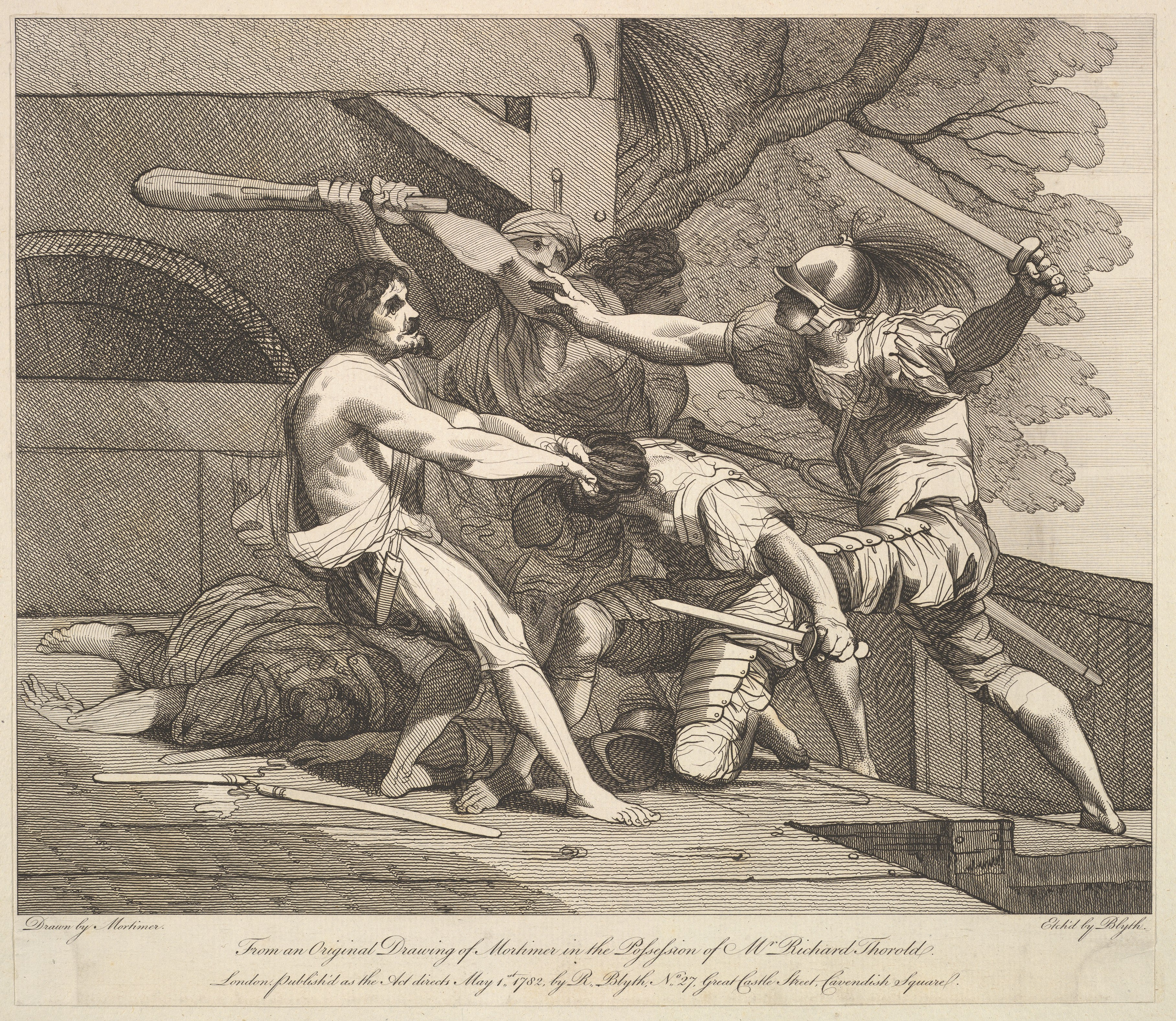
モーティマーの原画による版画

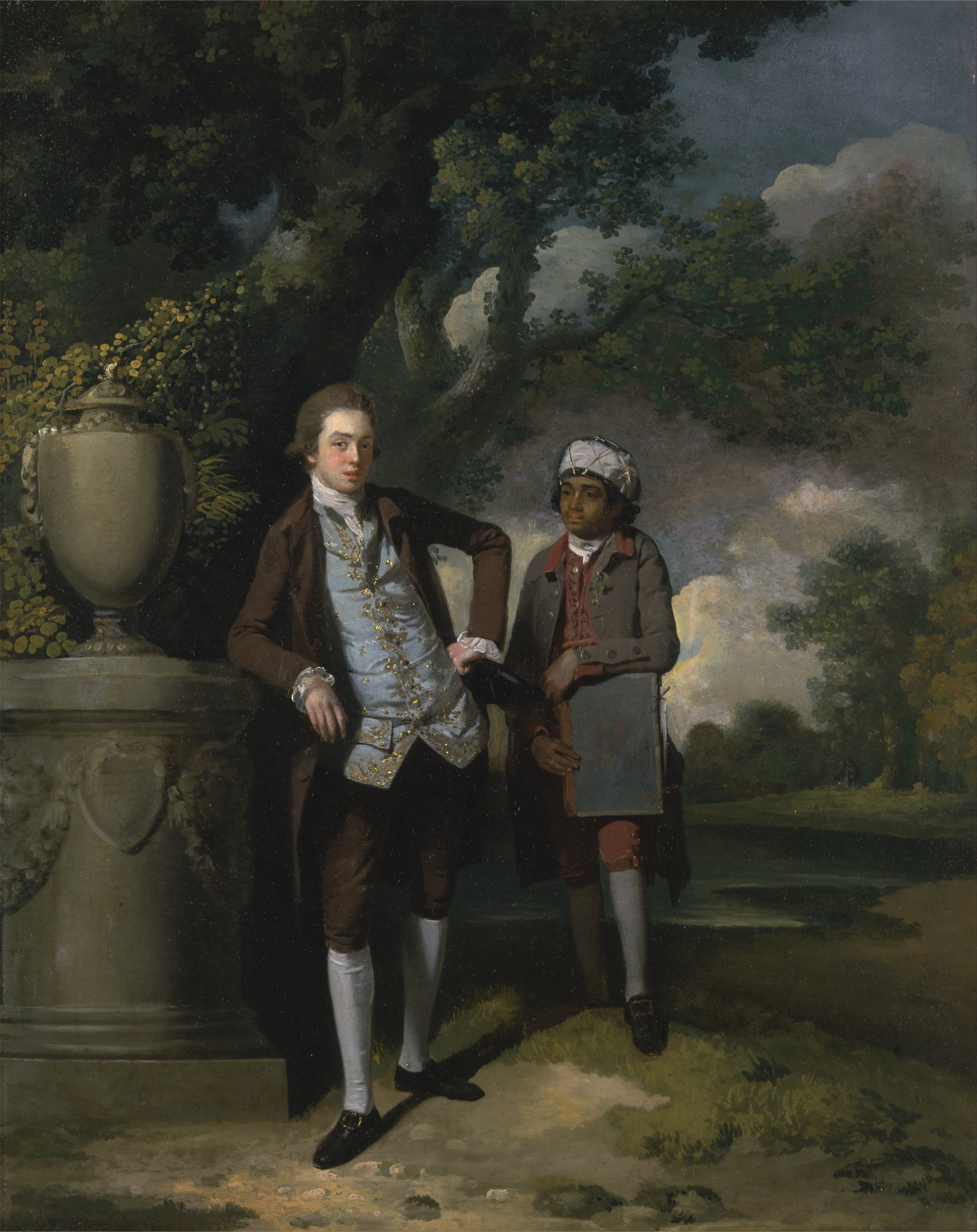
書類鞄を持つ従者といる男
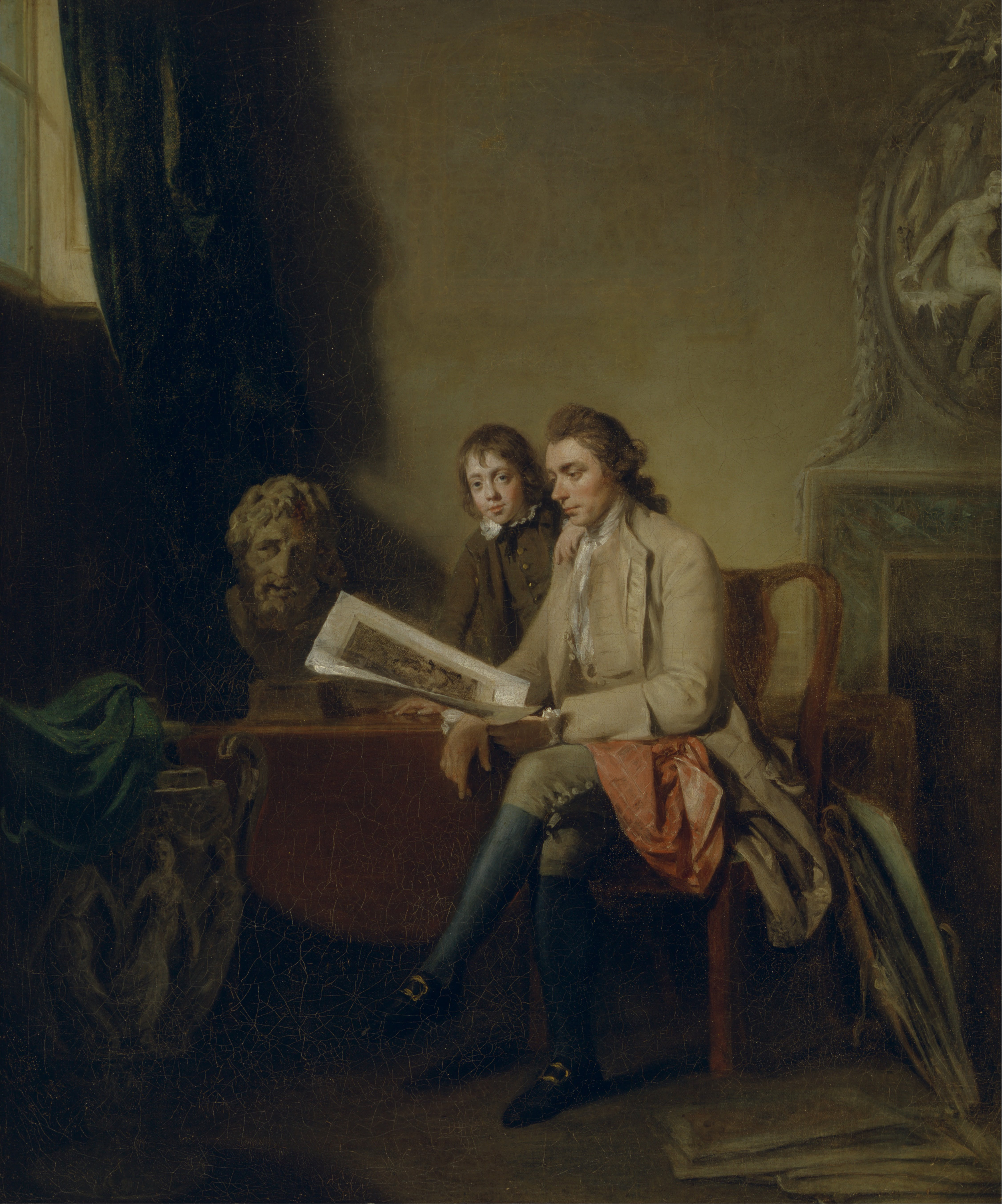
版画を見る少年と男
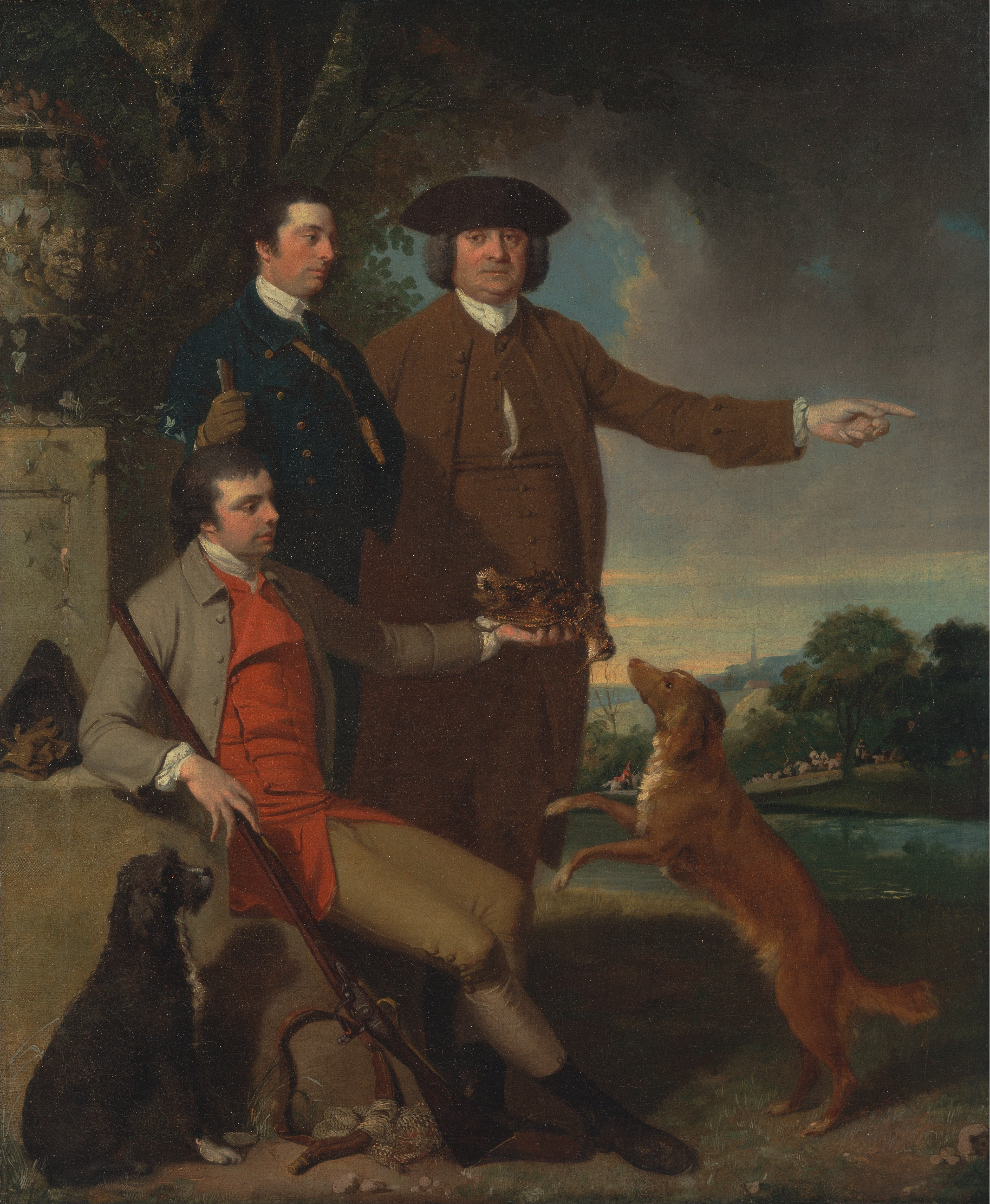
父親、兄弟といる自画像
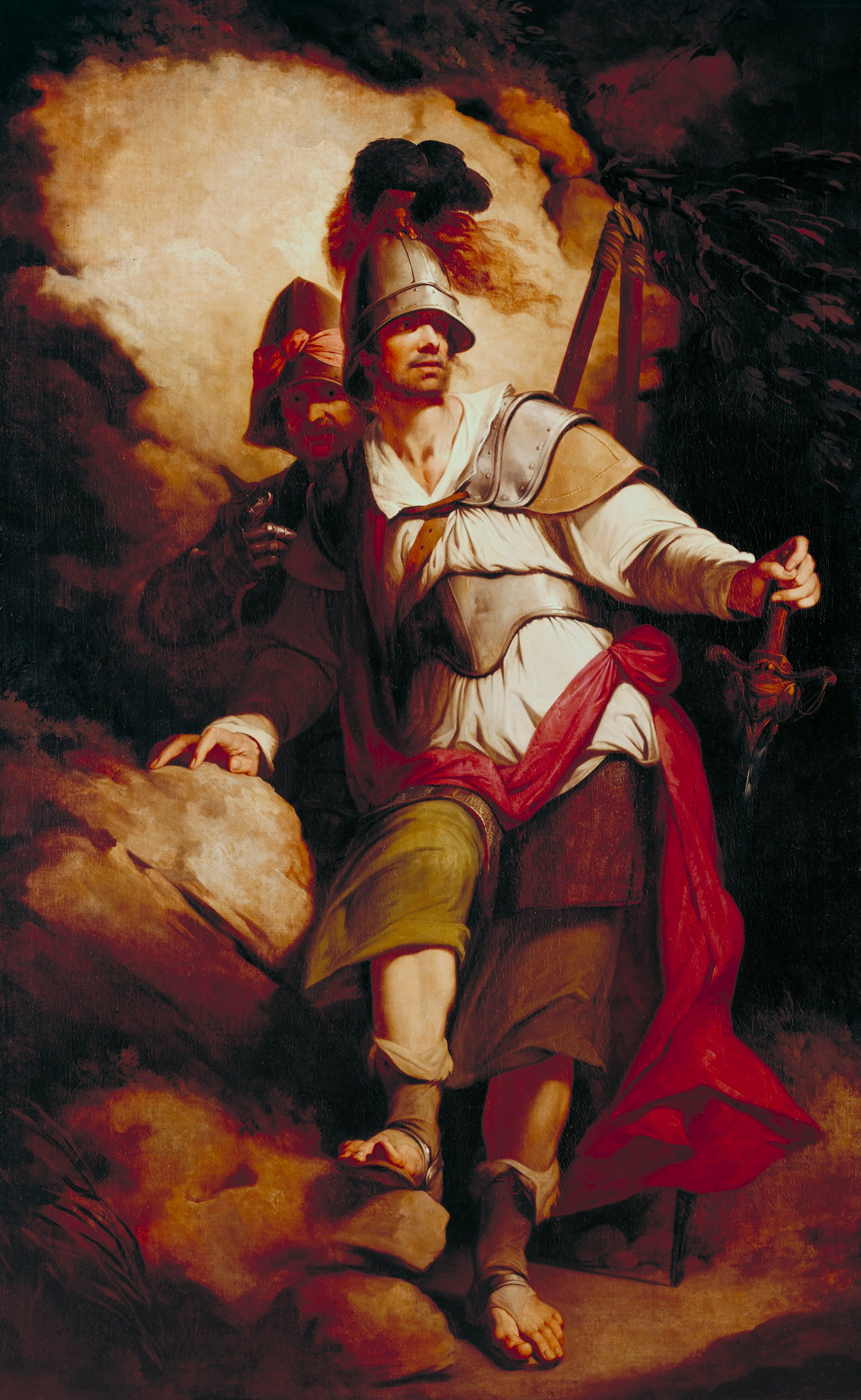
Sir Arthegal, the Knight of Justice